# Radioblixt

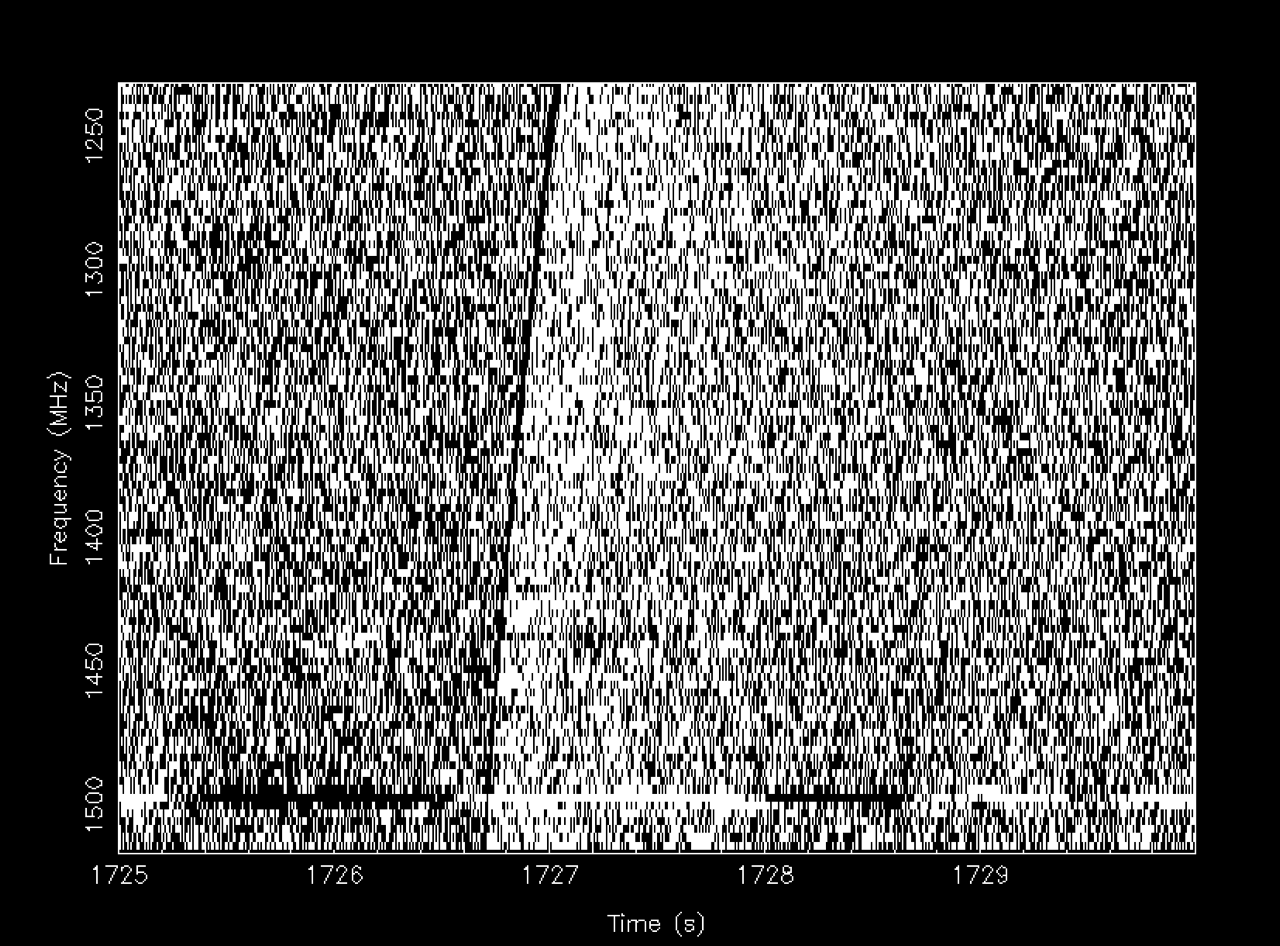
FRB 010724 (även kallad Lorimer burst efter upptäckaren) var den första radioblixt man upptäckte. Man kan se att vågor med hög frekvens har anlänt före de med lägre frekvens. Denna dispersion kan användas för att uppskatta avståndet till källan.

En radioblixt (eng. Fast Radio Burst, FRB) är ett astrofysikaliskt fenomen som visar sig som en kort puls av radiovågor med varaktighet på bara några millisekunder. Man vet inte hur radioblixtar uppkommer men sannolikt finns olika mekanismer. Ofta är källan en magnetar som på några millisekunder sänder ut lika mycket energi som solen gör på en månad.

## Upptäckt och egenskaper
Radioblixtar får namn efter när de registrerades första gången. Den första som registrerades kallas därför FRB 010724 (24 juli 2001), men den upptäcktes inte förrän 2007 när de amerikanska astronomerna Duncan Lorimer och David Narkevic undersökte äldre data från Parkesobservatoriet i Australien. Pulsen varade mindre än 5 millisekunder och frigjorde lika mycket energi som solen gör på en månad. Man kunde se att radiovågor med hög frekvens anlände något före de med lägre frekvens. Fenomenet kallas dispersion och uppkommer när elektromagnetiska vågor färdas genom materia, det vill säga allt utom absolut vakuum. Högfrekventa vågor är då något snabbare än lågfrekventa vågor. Dispersion kan därför användas som en avståndsindikator - ju större dispersion, desto mer materia har radiovågorna passerat genom och därmed sannolikt desto längre sträcka. Källan till FRB 010724 kunde därför antas ligga på ett avstånd av flera miljarder ljusår.
Nya radioblixtar har därefter upptäckts i snabb takt. 2019 hade ett sextiotal upptäckts, 2022 var de fler än 600. De flesta är engångshändelser men man har också funnit objekt som återkommande sänder ut radioblixtar. Dessa senare källor har ofta varit möjliga att koppla till bestämda objekt, exempelvis pulsarer. Det är också självklart att repeterande radioblixtar inte uppkommer när objekt förintar sig själva, också en värdefull observation eftersom den utesluter vissa uppkomsthypoteser.
Genom att analysera radioblixtar kan man få information både om hur de uppstått och om fördelningen av materia och magnetfält i universum. Analyser stödjer hypotesen att en stor del av universums vanliga ”baryoniska” materia (alltså inte mörk materia) finns i det intergalaktiska mediet.

## Uppkomst
Radioblixtar kan komma från olika miljöer. Några har hittats i Vintergatan men de flesta i avlägsna galaxer. Några har uppkommit i galaxcentra, andra i spiralarmar eller i klotformiga stjärnhopar. Radiovågorna är ofta polariserade på ett sätt som tyder på att de passerat genom extremt starka magnetfält.
Man vet inte hur alla radioblixtar uppkommer men flera möjliga mekanismer har föreslagits, bland annat kolliderande neutronstjärnor eller omständigheter nära ett supermassivt svart hål som håller på att sluka gas i sin omgivning. Sannolikt finns det flera typer av radioblixtar som uppkommer på olika sätt, men en källa till radioblixtar är alltså magnetarer, unga neutronstjärnor med extremt starkt magnetfält, såsom FRB 200428 som observerades 28 april 2020 från en källa i vår egen galax. Dessa kan få utbrott som skickar ut gammastrålning, elektroner och positroner. De laddade partiklarna samlas i moln runt magnetaren. Vid nya utbrott kan det uppstå chockvågor i molnets yttre kant på ett sådant sätt att radioblixtar produceras.